# 손도끼 (영화)
《손도끼》(영어: Hatchet)는 미국에서 제작된 애덤 그린 감독의 2006년 슬래셔 영화이다. 조엘 무어, 케인 호더, 디언 리치먼드, 태머라 펠드먼, 리처드 릴리, 머세이디스 맥내브, 로버트 잉글런드, 토니 토드 등이 출연하였고, 스콧 올터마레이 등이 제작에 참여하였다.
제한 상영되었고 평단으로부터 엇갈린 평가를 받았으나 2차 시장에서 성공하면서 《손도끼 2》(2010)를 비롯하여 세 편의 속편이 나왔다.

## 줄거리
마디 그라 축제 중인 뉴올리언스. 벤과 친구 마커스는 각양각색의 사람들이 모인 늪 단체 여행에 참가한다.
그러나 배는 암초에 걸려 가라앉고 폭우가 쏟아지는 와중에 악어까지 공격을 해댄다. 여행객들은 도보로 이동하던 중 빅터 크라울리의 숲에 당도한다.
메리베스는 빅터 크라울리 전설을 들려준다. 빅터 크라울리는 흉측하게 태어났지만 아버지의 사랑과 보살핌 속에서 자라났다. 하지만 핼러윈에 10대들이 빅터 크라울리를 놀려주려고 폭죽을 던졌다가 집에 불이 붙었고, 아버지는 집 안에 갇힌 빅터 크라울리를 구하려고 집 밖에서 손도끼로 문을 쪼개다가 반대 방향에서 문을 밀어내고 있던 빅터 크라울리의 이마에 손도끼를 찍어버렸다. 그로 인해 빅터 크라울리는 사망했으며 몇 년 뒤 아버지 역시 마음의 상처로 세상을 떴다. 이후 복수심에 찬 빅터 크라울리 악령이 늪을 떠돌며 사람들을 죽이고 있다는 것이다.
다들 이를 도시 전설로 여기지만, 진짜로 빅터 크라울리가 나타나 가공할 악력으로 입을 찢거나 목을 천천히 돌리거나 삽날로 목을 날리거나 피살자 몸의 무게를 이용해 피살자를 삽자루에 꽂는 등 다양한 방식으로 여행객들을 살해해나간다.
빅터 크라울리의 버려진 판잣집 안에선 메리베스의 아버지와 오빠 시체가 발견된다. 사실 메리베스는 이틀 전 아버지와 오빠가 보트를 타고 나갔다가 실종이 되자 그 둘을 찾으러 나온 참이었다. 생존자들은 판잣집에 있던 휘발유를 이용해 빅터 크라울리의 몸에 불을 붙이는 데 성공하지만 비가 와서 불이 다 꺼지고 만다. 벤과 메리베스는 철 막대기를 빅터 크라울리의 목에 찔러넣고 빅터 크라울리는 드디어 죽은듯이 보인다.
이제 보트를 타고 돌아가려는데 갑자기 메리베스가 물에 빠지고 바닷말이 몸에 감긴다. 메리베스는 눈앞에 나타난 벤의 손을 잡는데 실은 빅터 크라울리가 벤의 팔을 자른 뒤 찌처럼 흔든 것에 불과했음이 밝혀진다.
벤은 보트 위에 죽은 채 누워있고, 메리베스가 비명을 지르며 영화가 끝이 난다.

## 출연
- 조엘 무어 - 벤 역
- 태머라 펠드먼 - 메리베스 던스턴 역
- 디언 리치먼드 - 마커스 역
- 머세이디스 맥내브 - 미스티 역
- 졸리 피오리어반티 - 제나
- 패리 션 - 숀, 초짜 여행 가이드 역
- 조엘 머리 - 더그 셔피로 역
- 퍼트리카 다보 - 섀넌 퍼마티오 역
- 리처드 릴리 - 짐 퍼마티오 역
- 조슈아 레너드 - 에인즐리, 메리베스의 오빠 역
- 케인 호더 - 빅터 크라울리 / 크라울리 씨 역
  - 라일리아 밴더빌트 - 빅터 크라울리 아역
- 로버트 잉글런드 - 샘프슨, 메리베스의 아버지 역
- 토니 토드 - 좀비 목사, 경험이 많은 여행 가이드 역
- 존 칼 비클러 - 잭 크래커, 은자 역

## 기타 제작진
- 공동 제작: 애덤 그린
- 라인 제작: 세라 J. 도너휴
- 배역: 섀넌 매케이니언
- 미술: 브라이언 맥브라이언